# Apex (Carolina del Nord)
Apex è una città statunitense della Contea di Wake, nella Carolina del Nord. Secondo il censimento del 2000 la città aveva una popolazione di 20.212 abitanti mentre secondo una stima del 2009 la popolazione era di 34.937 abitanti.

## Geografia fisica
Secondo l'United States Census Bureau, la città sorge su un'area di 27,50 km², dei quali, 27,30 km² di terraferma e 0,20 km² di acque interne.
La città è vicina ad est alla città di Raleigh, a nord e nord-est alla città di Cary e a sud alla città di Springs.

## Storia
La città di Apex fu incorporata nel 1873 e chiamata dal nome del punto più alta della Chatham Railroad, nelle vicinanze della città. Apex crebbe lentamente durante i decenni successivi, fu distrutta da molti incendi, incluso quello del 12 giugno 1911 che distrusse parte del centro della città. Il centro della città fu ricostruito e si mantiene integro ancora oggi, adesso una delle meglio conservate città con linee ferroviarie dello Stato. Nel cuore della città sorge la Apex Union Depot, inizialmente una stazione passeggeri per la Seaboard Air Line Railroad. Il deposito è oggi sede della Camera di Commercio della città.
La crescita della città rallentò durante il periodo della Grande depressione, ma iniziò nuovamente la sua crescita negli anni '50. La posizione della città in prossimità del Research Triangle Park del North Carolina portò ulteriori sviluppi alle aree residenziali della città. Durante gli anni '90 la popolazione della città si quadruplicò, portando un aumento di oltre 20.000 abitanti, questo portò alla richiesta di maggiori spazi abitabili in città.
La città continuò la sua crescita anche in tempi recenti. Fu costruito un centro commerciale nei pressi della città e nuovi quartieri verso ovest.

## Scuole
- (EN) Apex Elementary School, su apexes.wcpss.net.
- (EN) AV Baucom Elementary, su baucomes.wcpss.net.
- (EN) Olive Chapel Elementary, su olivechapeles.wcpss.net.
- (EN) Salem Elementary School, su salemes.wcpss.net.
- (EN) Laurel Park Elementary School, su laurelparkes.wcpss.net.
- (EN) Apex Middle School, su apexms.wcpss.net.
- (EN) Salem Middle School, su salemms.wcpss.net.
- Apex High School
- (EN) Middle Creek High School, su middlecreekhs.wcpss.net.
- (EN) St. Mary Magdalene Church School, su stmm.net. URL consultato il 10 febbraio 2010 (archiviato dall'url originale il 10 febbraio 2010).
- (EN) North Chatham School, su chatham.k12.nc.us.
- (EN) Thales Academy, su thalesacademy.org.